# Лаутрабьярг
Лаутрабьярг (исл. Látrabjarg) — полуостров в Исландии, западной оконечностью которого является мыс Бьяргтаунгар — самая западная точка Исландии, а также Европы, если не считать Азорских островов.
Представляет собой 14 км сплошных утёсов высотой до 440 м, населённых миллионами птиц. Один из крупнейших птичьих базаров в Европе. Здесь встречаются чайки, тупики, глупыши, бакланы, северные олуши, кайры, чистики, моевки и гагарки. В хорошую погоду на шхерах могут лежать морские котики. Благодаря этому полуостров является одним из самых посещаемых мест в западных фьордах.